# Durdat-Larequille
 Durdat-Larequille  là một xã ở tỉnh Allier thuộc miền trung nước Pháp.